# The Warriors (игра)
The Warriors (с англ. — «Воины») — видеоигра в жанре beat ’em up, разработанная студией Rockstar Toronto и изданная компанией Rockstar Games в октябре 2005 года для консолей Xbox и PlayStation 2. В феврале 2007 года состоялся выход портированной версии игры для PlayStation Portable, разработанной Rockstar Leeds. Весной 2013 года The Warriors стала доступна в сервисе PlayStation Network для PlayStation 3, а 5 июля 2016 года — для PlayStation 4, где получила переиздание.
Игра была основана на одноимённом фильме со значительно расширенными событиями и сюжетом киноленты. Игра повествует об уличных битвах и разборках среди банд Нью-Йорка в конце 70-х, в качестве главных героев выступает банда «Воины», члены которой были ложно обвинены в убийстве уважаемого человека среди банд, после чего на них была начата охота, где они должны выжить и добраться до своего дома на Кони-Айленд. События в первой половине игры посвящены событиям до встречи банд (где начинался сам фильм) и посвящены развитию и жизни банды, также и её проблемам.

## Игровой процесс
The Warriors представляет собой броулер (поджанр beat 'em up от 3-го лица) с большим уклоном в строну кулачного боя и использования холодного оружия и подручных средств в битвах, посвящена игра исключительно разборкам среди уличных банд.
Различные мелкие игровые элементы были смешаны вместе в процесс прохождения игры, такие как возможность использовать баллончики с краской для закрашивания граффити, или промышление грабежа в виде грубой силы в сторону прохожих, или ограбления магазина, и откручивание автомагнитолы. Игра представляет несколько играбельных персонажей, в которые входят лидер банды Клеон, лейтенант Свон, опытные бойцы Эйджекс и Сноу, Вёрмин и Ковбой, разведчик Фокс, Кучиз, и граффити-художник Рембрандт. Персонаж меняется каждую миссию, и управлять игрок может лишь одним из них, остальные персонажи могут быть с ним в качестве напарников. Клеон, Свон, и Эйджекс — персонажи на которых в игре сделан главный акцент.
Большинство миссий в игре посвящены конкретно атаке чужих территорий соседних банд, среди них 18 основных сюжетных миссий, 5 бонусных «миссий-воспоминаний» которые показывают историю зарождения банды Воинов, и то как члены банды доказывали свои силы и способности для возможности вступить в неё. Основные миссии показывают, как Воины пробивают свой путь среди остальных банд, и доказывали что они стоят своего места. Начиная с 14 миссии, события в игре повторяют события фильма в расширенном варианте, с более динамичными и сложными драками. Банды в фильме (кроме Destroyers) были показаны в фильме, но большинство из них было уделено мало времени в кадре, и они появились только в начале во время сходки банд. Присутствует мини-игра Armies of the Night, в которую можно поиграть через автомат в убежище банды, она представляет собой пародию на старые игры из 90-х, простая и незамысловатая 2D игры, где мы шли по линейным локациям и дрались с членами банды, играя за Свона.
В переменах между миссиями есть возможность прогуляться по окрестностям Кони-Айленда, и выполнить мелкие побочные миссии и задачи. Внутри убежища банды можно сыграть в игровой автомат, заняться спортом и повысить тем самым способности всех персонажей, пройти миссии-воспоминания, или выбрать режим боя со своими настройками. Снаружи на улице присутствуют небольшие задания по помощи местным жителям, обычно это сбор денег через ограбление, или зачистка шайки из вражеской банды. Побочные задания от прохожих могут помочь в прокачке напарников, научить их различным приёмам и улучшить силу и выносливость. Задания на улице появляются по мере прохождения основных миссий. Помимо этого, во время основных миссий есть мелкие необязательные задачи, которые дают определённые бонусы. Боевая система в игре продвинутая и очень интересная, каждый игровой персонаж имеет свой боевой стиль, который отсылает к сценам драк из фильма, существует возможность использовать комбо-атаки, блокировать удары, и использовать «ярость», которая накапливается с нанесением урона противникам, и с помощью которых персонаж использует уникальны приём, сильно калечит противника и ломает ему кости, чем моментально обезвреживает его. В качестве лечения можно использовать наркотик «Флэш», купив за деньги у местных дилеров. Деньги не являются постоянным средством в игре, после миссии они обнуляются, и надо искать их на уровне. У дилеров также можно приобрести баллончик с краской, чтобы закрасить граффити (обычно необязательно) или прыснуть баллончиком в лицо противнику. Во время сражения с полицейскими, при поражении вас могут арестовать. Если арестовали ваших приятелей и вы ещё свободны, можно будет освободить их.

## Сюжет
События разворачиваются за 3 месяца до событий фильма, то есть до встречи всех банд под руководством Сайруса и The Grammecy Riffs. Миссии с первую по тринадцатую повествуют о предыстории и разборках между Воинами и другими бандами Нью-Йорка. События с четырнадцатой миссии уже конкретно повторяют события фильма, с некоторыми расширенными интерактивными эпизодами.
Начинается сюжет с момента принятия Рембрандта в банду, где он показывает свои навыки, и становится художником граффити в банде. После чего, спокойствие Воинов нарушают Destroyers — заклятые враги для Воинов, которые бросают коктейль Молотова им через окно. Воины собирают своих членов, разбираются с полицейскими, и устраивают драку с Destroyers. Рембрандт показывает свои умения, и его отправляют вместе с напарниками на базу Destoryers, чтобы они закрасили их граффити на своё, в качестве мести.
Воины узнают, что в районе Риверсайд начинается бунт, банды города приезжают на место и грабят всё что можно. Воины забирают себе некоторую наживку, и встречаются с The Baseball Furies, которые начинают погоню за Воинами, им удалось убежать в метро и уехать обратно домой. Через пару дней, Воины слушая радио услышали, что член банды Orphans (с англ. — сироты) оскорбил Воинов, и наговорил про них всякую чушь. Воины конечно не оценили такое отношение, и приехали на их территорию. Orphans оказались трусливой бандой, и увидев Воинов ринулись бежать от них. Узнав у одного из членов банды, где находится Салли — главарь банды, они добираются до него и портят его машину, доказывая что с Воинами связываться не стоит.
Рембрандт узнаёт, что в районе Сохо будет происходить битва среди художников граффити из банд, он заранее без разрешения Клеона записывает банду в список, Клеон конечно разозлился, но разрешил членам банды поехать туда. Рембрандт одерживает победу в соревновании, но банда Hi-Hats прерывает весь конкурс, и устраивают драку между членами банд. Воины поднимаются через лифт и убегают уже на крышах, попадая в квартиру Четтербокса — главаря Hi-Hats, они портят его художественные работы и статуи за обман и подставу участников. После этого, Воины узнают что Санчез — член банды Hurricanes, испанец который задолжал Воинам, вышел из тюрьмы. Воины собираются забрать свой долг у Санчеза, они приходят в район Гарлем ранним утром, пробиваясь через испанцев они доходят до Санчеза, и сбрасывают его с крыши за весь вред, который он причинил Воинам в прошлом.

## Оценки и мнения
| Сводный рейтинг    | Сводный рейтинг | Сводный рейтинг | Сводный рейтинг |
| Издание            | Оценка          | Оценка          | Оценка          |
| Издание            | PS2             | PSP             | Xbox            |
| ------------------ | --------------- | --------------- | --------------- |
| GameRankings       | 83,29 %         | 81,13 %         | 85,12 %         |
| Metacritic         | 84/100          | 81/100          | 85/100          |
| Иноязычные издания |                 |                 |                 |
| Издание            | Оценка          | Оценка          | Оценка          |
| Издание            | PS2             | PSP             | Xbox            |
| GameSpot           | 8,6/10          | 8,1/10          | 8,6/10          |
| IGN                | 8,7/10          | 8,2/10          | 8,7/10          |

Игра получила положительные отзывы от рецензентов. На сайтах GameRankings и Metacritic средняя оценка составляет 85,12 % и 85/100 в версии для Xbox, 83,29 % и 84/100 — для PlayStation 2, 81,13 % и 81/100 — для PlayStation Portable. Критики высоко оценили игру за глубокую боевую систему, и запомнили The Warriors как одну из лучших игр на основе экранизации.
Несмотря на высокие оценки критиков, игра к сожалению не сыскала особой популярности среди игроков, в частности из-за высокой популярности серии Grand Theft Auto, фанаты студии предпочитают именно эту серию, но почти все игроки которые писали рецензию или обзор на игру, отзывались исключительно положительно.